# L'home sense ombra
L'home sense ombra (títol original: Hollow Man) és una pel·lícula estatunidenco-alemanya de ciència-ficció de Paul Verhoeven, estrenada l'any 2000. Ha estat doblada al català.

## Argument
Sebastian Caine és un brillant científic, que realitza investigacions sobre la invisibilitat a compte de l'exèrcit americà. Injectant-se el producte que permet ser invisible, la seva paranoia augmenta des que veu que els seus col·legues, inquiets pel seu comportament megaloman, volen aturar l'experiència i denunciar-lo. La seva perversitat i la seva crueltat el fan un enemic sense comparació.

## Repartiment
- Kevin Bacon: Sebastian Caine
- Elisabeth Shue: Linda McKay
- Josh Brolin: Matt Kensington
- Kim Dickens: Sarah Kennedy
- Greg Grunberg: Carter Abbey
- Joey Slotnick: Frank Chase
- Mary Randle: Janice Walton
- William Devane: Dr. Howard Kramer, l'iniciador del projecte sobre la invisibilitat
- Margot Rosa: Martha Kramer
- Pablo Espinosa: Ed, el guardià
- Rhona Mitra: la dona que viu enfront d'en Sebastian

## Producció
Des d'un punt de vista científic la fórmula de la invisibilitat sembla avui impossible. Però és que s'ha dit de tots els grans invents… Tan bon punt s'accepti la probabilitat de la invisibilitat, llavors el film és molt realista. Al cap i a la fi, la intriga, les qüestions que aquest film destaca i la possibilitat de treballar amb impressionants efectes especials és el que m'ha donat ganes de fer Hollow Man.

### Gènesi i desenvolupament
Després de Starship Troopers: Les brigades de l'espai, el realitzador Paul Verhoeven desitja fer un film amb menys sexe i violència i vol un projecte de superproducció més convencional.
La història va ser imaginada per Andrew W. Marlowe i Gary Scott Thompson. Marlowe signa a continuació el guió, que descriu com 
| « | una faula sobre un personatge carismàtic que les lleis de la societat donen per fracassat. Hi veiem el que passa dins seu quan, a poc a poc, és alliberat d'aquestes obligacions – exactament és com desposseït capa per capa del seu sobre corporal | » |

.
La producció va contractar com a consultors uns especialistes en anatomia, Beth Riga i Stuart Sumida. Aquests últims declaren que
| « | les investigacions realitzades per Sony Pictures Imageworks per a Hollow Man van a permetre avançar els estudis en anatomia mèdica. […] En tant que ensenyants, hem buscat molt de temps una eina també detallada, també precisa, però desgraciadament introbable a la comunitat científica… El que ha estat concebut com un efecte visual brillant té el potencial per esdevenir una eina d'ensenyament extremadament útil | » |

.
Per utilitzar el títol Hollow Man, els productors compren els drets de la novel·la homònima de Dan Simmons.

### Càsting
El paper de Linda McKay va ser proposat a Jennifer Lopez, abans de finalment tornar a Elisabeth Shue. Robert Downey Jr. va ser considerat per encarnar Matthew Kensington.

### Rodatge
El rodatge comença el 16 d'abril de 1999 El 2 de juny de 1999, Elisabeth Shue es va ferir al tendó d'Aquil·les, cosa que interromp la producció durant diverses setmanes. Durant un temps es va considerar substituir-la, però finalment torna a l'escenari.
Hollow Man és l'un dels escassos films que va ser autoritzar a rodat al Pentàgon.

## Premis i nominacions
Font: Internet Movie Database

### Premis
- Festival Internacional de Cinema de Locarno 2000: premi del públic
- Premis Saturn 2001: millors efectes especials
- Premis Blockbuster Entertainment 2001: millor actor en un film de ciència-ficció per a Kevin Bacon
- Premis Taurus World Stunt 2001: millor especialista amb del foc per a Phil Culotta (escena on el personatge principal es crema a l'ascensor)

### Nominacions
- Premis Oscar del 2000: Oscar als millors efectes visuals
- Premis Saturn 2001: millor film de ciència-ficció, Saturn Award de la millor música per a Jerry Goldsmith
- Premis Blockbuster Entertainment 2001: millor actriu en un film de ciència-ficció per a Elisabeth Shue, millor actriu en un segon paper a un film de ciència-ficció per a Kim Dickens, millor actor a un segon paper en un film de ciència-ficció per a Josh Brolin
- Premis MTV Movie 2001: millor malvat per a Kevin Bacon

## Picades d'ull
- El film ha estat parodiat a Scary Movie 2.
- Omni_Consumer_Products, el logo de l'OCP, una empresa de l'univers de RoboCop, és visible al monitor de vigilància del laboratori. Paul Verhoeven va dirigir el film RoboCop (1987).